# Fortezza Santa Barbara
La fortezza Santa Barbara è un'antica fortificazione della città di Pistoia.
Di proprietà statale, dal dicembre 2014 il Ministero per i beni e le attività culturali la gestisce tramite il Polo museale della Toscana, nel dicembre 2019 divenuto Direzione regionale Musei.

## Storia

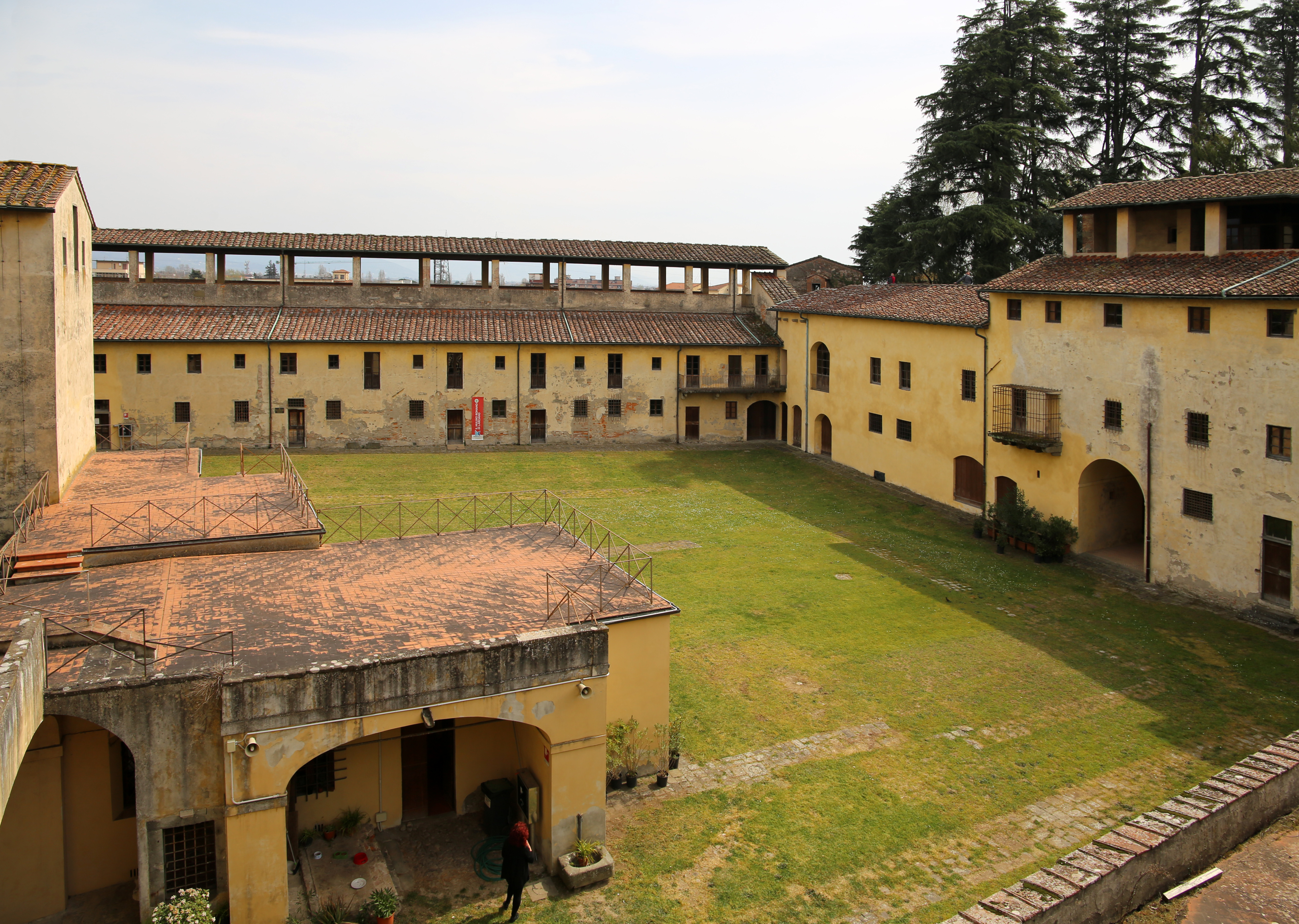
La piazza d'armi

Sorta su un preesistente fortilizio medievale eretto dai fiorentini nel 1331 nei pressi di una cappella dedicata a san Barnaba e distrutto dai pistoiesi per rappresaglia nel 1343, conserva la grande torre e tracce modeste di quelle antiche strutture.
Venne realizzata per volere di Cosimo I de' Medici, che ne affidò il progetto a Nanni Unghero; i lavori, che iniziarono nel 1539, erano diretti da Giovan Battista Bellucci. L'intento era di porre fine alle velleità guerresche dei pistoiesi piuttosto che alle minacce esterne. Il nucleo centrale venne ampliato da Bernardo Buontalenti che la collegò con un nuovo baluardo alle mura cittadine.
Venne disarmata dal Granduca Pietro Leopoldo nel 1774, dopo aver sostenuto in tutta la sua storia un solo assedio, quello del 1643, quando le truppe dei Barberini attaccarono la città e furono respinte. Fu utilizzata successivamente come caserma, carcere militare, distretto. Al suo interno i tedeschi nel 1944 fucilarono quattro giovani pistoiesi.

## Descrizione
Collocata all'angolo sud-est delle mura cittadine, ha pianta quadrilatera bastionata con possenti mura a scarpata realizzate in mattoni. L'ingresso è al centro della cortina, i parapetti sono inclinati, le cannoniere si trovano nei fianchi rettilinei e il tratto verticale della cortina è notevolmente sviluppato in altezza. Risponde ai criteri costruttivi di un'architettura grossa o soldatesca che non prevede soluzioni formali o decorative come era tipico dell'architettura militare di Cosimo I.

### Fase medievale
Fino al XV secolo, le cinte murarie risultano squadrate, poligonali con cortine a piombo da cui si ergono torri di avvistamento, che erano utili a sopprimere gli invasori dal fianco, camminamenti, caditoie, fossati e cortine in pietra. Della struttura di epoca medievale, rimangono resti di torri e il mastio, rimasto abbastanza integro.
La transizione dalla fortezza di San Barnaba di età medievale alla fortezza di Santa Barbara di stampo rinascimentale è dovuta ai differenti metodi di approccio propri degli assedianti che ora dispongono delle nuove armi da fuoco al posto di balestre e catapulte, pertanto si eliminano le cime delle torri e gli angoli vivi e si costruisce il fronte bastionato.

### Fase rinascimentale
Nel corso del XVI secolo gli interventi del Bellucci e del Buontalenti sono finalizzati a rimuovere i beccatelli della torre rimasta, che viene espansa e risparmiata dalla cimatura, a differenza del campanile di San Paolo e San Pier Maggiore che impedivano la vista e il controllo sulla città.
L'edificio restò quasi invariato fino ai giorni nostri, eccezion fatta per qualche lavoro di restauro e adattamento alle varie funzioni che la fortezza ha svolto nel tempo.